# The Sun and the Rain
"The Sun and the Rain" är den sjuttonde singeln från det brittiska ska/popbandet Madness. Texten och musiken är skriven av pianisten Michael Barson.
När musikvideon skulle spelas in var det tänkt att det skulle regna, men väderprognoserna hade haft fel. Istället fick de hyra en gammal brandbil och sätta på vattnet för fullt. Dessutom ringde ägaren till en kinarestaurang till polisen när saxofonisten Lee Thompson började rusa omkring med en sprakande raket fastbunden på ryggen.
Detta skulle bli Michael Barsons sista singel på över 15 år, och Madness sista singel att nå topp-tio-listan i Storbritannien på 9 år. (Räknar man bara med nyskrivet material skulle det dröja hela 16 år!). 
The Sun and the Rain låg tio veckor på englandslistan och nådde som bäst en femte placering.
Den finns med på de flesta av Madness samlingsskivor. B-sidan "Fireball XL5" finns med på samlingsboxen The Business.

## Låtlista
7" vinyl
1. "The Sun and the Rain" (Michael Barson) – 3:30
2. "Fireball XL5" (Lee Thompson) – 1:44

12" singel
1. "The Sun and the Rain (extended version)" (Barson) – 4:35
2. "Fireball XL5" (Thompson) – 1:44
3. "My Girl" (live) (Barson) – 3:10